# Femke Halsema
Femke Halsema (Haarlem, 25 april 1966) is een Nederlands schrijfster, documentairemaakster, politica en bestuurster. Ze is lid van GroenLinks. Sinds 12 juli 2018 is ze burgemeester van Amsterdam. Van 1998 tot 2011 was ze Tweede Kamerlid. Van 2002 tot 2010 was ze fractievoorzitter van GroenLinks in de Tweede Kamer en politiek leider van GroenLinks.

## Jeugd en opleiding
Halsema werd geboren in een sociaaldemocratisch gezin. Zij is een dochter van Willem (Wim) Halsema (1930-2023), voormalig docent lichamelijke opvoeding en directeur van de Dienst lichamelijke opvoeding en sport (LOSR) van de gemeente Enschede. Halsema's moeder, Olga M.B. Fles, was van 1982 tot 1994 wethouder sociale zaken en werkgelegenheid voor de Partij van de Arbeid (PvdA) in Enschede.
In 1983 slaagde Halsema voor haar havo-examen in Enschede op het Kottenpark College. In 1984 en 1985 volgde ze het Vrij Propedeutisch Jaar aan de Vrije Hogeschool te Driebergen. In 1985 begon ze aan de lerarenopleiding Nederlands en Geschiedenis in Utrecht. In 1988 verliet ze de opleiding zonder te slagen; daarna studeerde ze tussen 1989 en 1993 Algemene Sociale Wetenschappen aan de Rijksuniversiteit Utrecht. Ze specialiseerde zich in criminologie en rechtssociologie. Tijdens haar studie had ze enkele bijbaantjes die aan haar opleiding waren gerelateerd: tussen 1991 en 1993 was ze stagiaire bij de werkgroep Politie en Allochtonen van het ministerie van Binnenlandse Zaken en student-assistent bij Frank Bovenkerk. In 1992 was ze "toegevoegd docent wetenschappelijke methoden en technieken" aan de Faculteit Sociale Wetenschappen. Als zodanig doceerde ze werkgroepen statistiek aan eerstejaars studenten.

## Carrière

### Vroege loopbaan
Vanaf 1993 begon haar carrière zich te ontwikkelen. Ze gold als een opkomend talent binnen de PvdA. Ze werkte voor de Wiardi Beckman Stichting (WBS), het wetenschappelijk bureau gelieerd aan de PvdA. In 1995 schreef ze het boek "Ontspoord. Opstellen over criminaliteit & rechtshandhaving" voor de WBS. In 1996 was ze korte tijd fellow bij het Duitse Marshall Fonds, waarvoor zij onder andere twee maanden door de Verenigde Staten reisde. In 1996 werd ze redacteur van De Helling, het blad van het wetenschappelijk bureau van GroenLinks. Sinds dat jaar werkte ze ook voor De Balie, een Amsterdams politiek-cultureel centrum, waar op dat moment ook Kees Vendrik werkte. Voor De Balie leidde ze in 1997 het project Res Publica over de betekenis van de Nederlandse grondwet voor de moderne samenleving. In datzelfde jaar werd ze lid van de programcommissie van de PvdA voor de verkiezingen van 1998. Ze schreef samen met Maarten Hajer voor de WBS het boek Land in zicht: een cultuurpolitieke benadering van de Ruimtelijke Ordening. Haar werd gevraagd om kandidaat te staan voor de PvdA in de verkiezingen van 1998.
In de herfst van 1997 verliet ze de PvdA. De directe aanleiding hiervoor was de rigoureuze manier waarop de politie omging met de protesten tegen de Europese Top in Amsterdam. De sociaaldemocratische burgemeester Schelto Patijn liet 500 mensen preventief oppakken. Ze was naar eigen zeggen echter al langer ontevreden met de koers van de PvdA, die volgens haar niet in staat was geweest om haar sociaaldemocratische programma te vernieuwen en het economische tij te gebruiken om te investeren in de publieke sector. Ze werkte vervolgens als programmamaker bij De Balie en was daarnaast columnist bij Het Parool en in het IKON-radioprogramma De Andere Wereld, alsmede redacteur van de serie Kennis, Politiek en Publieke Opinie van uitgever Van Gennep.

### Lid Tweede Kamer
In 1998 kandideerde ze zich nadat ze gevraagd was door toenmalig GroenLinks-leider Paul Rosenmöller voor de lijst van GroenLinks voor de Tweede Kamerverkiezingen van dat jaar. Ze werd de derde kandidaat op de lijst. Het zetelaantal van de partij steeg van 5 naar 11. In haar eerste periode in de Kamer was Halsema woordvoerder justitie, asiel en binnenlandse zaken. Ze kreeg bekendheid door haar inzet voor asielzoekers en haar oppositie tegen de nieuwe migratiewet van Job Cohen.
Bij de verkiezingen van 2002 stond Halsema op de tweede plek voor GroenLinks. De partij verloor een zetel. Halsema werd vicefractievoorzitter en ze voerde onder andere het woord bij het eerste debat met het eerste kabinet Balkenende. In november kondigde Paul Rosenmöller onverwacht aan de politiek te zullen verlaten. Hij vroeg haar zijn opvolger te worden als fractievoorzitter. Halsema ging meteen akkoord. Tien dagen voor het partijcongres werd zij naar voren geschoven als kandidaat-lijsttrekker. Met de door campagneleider Tom van der Lee bedachte slogan "Knokken voor wat kwetsbaar is" ging zij vervolgens de verkiezingen in. Als partijleider stelde ze enkele initiatiefwetten op, een over gerechtelijke toetsing van de grondwettelijke rechten en een tweede, samen met de toenmalig leider van D66 Boris Dittrich, over de vaste boekenprijs.

### Partijleider GroenLinks

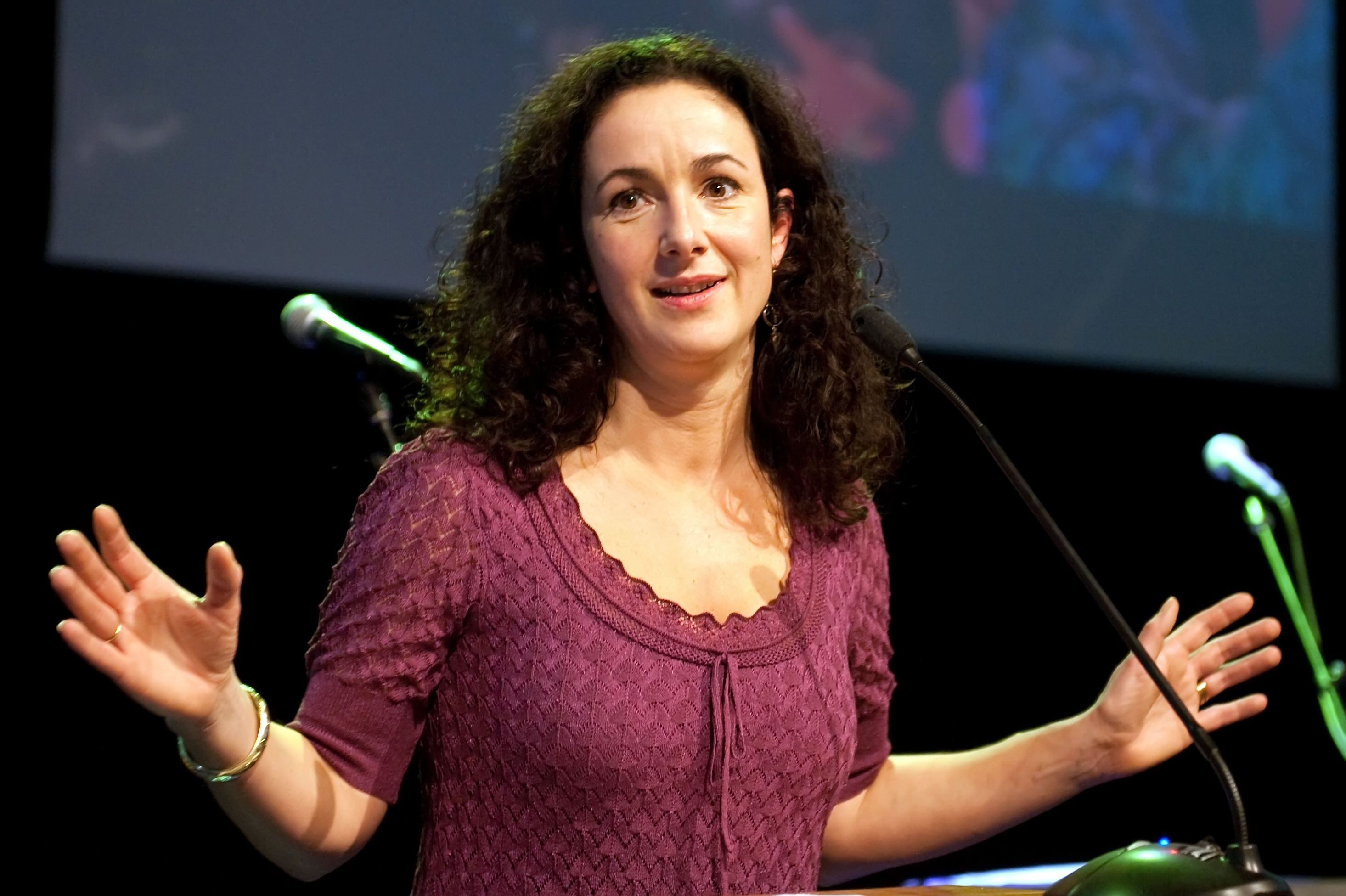
Twitter-feest F. Halsema, 27 februari 2010

Halsema was lijsttrekker van haar partij tijdens de verkiezingen van 2003. De partij verloor twee zetels. Ze werd fractievoorzitter en was woordvoerder op het gebied van cultuur en media, gezondheidszorg, ruimtelijke inrichting en milieu. Tussen oktober 2003 en januari 2004 was Halsema met zwangerschapsverlof: ze kreeg een tweeling. Marijke Vos, vicefractievoorzitter, verving haar tijdelijk. Na haar terugkeer in de Tweede Kamer startte Halsema een ideologische discussie over de koers van links in het algemeen en GroenLinks in het bijzonder. Ze stelde dat haar partij de laatste "linkse liberale partij van Nederland is" en leek volgens sommigen zo te breken met de socialistische wortels van haar partij. Ze riep op tot sterke samenwerking tussen de Socialistische Partij, de PvdA en GroenLinks. Dit zou moeten leiden tot een linkse regering na de verkiezingen van 2007, wat in haar ogen een "linkse lente" zou inluiden. Ze vroeg PvdA-leider Wouter Bos zich uit te spreken voor zo'n kabinet. Maar deze weigerde, want hij wilde ook de mogelijkheid van een kabinet met het CDA niet uitsluiten. In januari 2006 werd ze verkozen tot "Liberaal van het Jaar" door de JOVD, de jongerenorganisatie van de VVD, vanwege haar nieuwe politieke koers, met name waar het gaat om de hervorming van de verzorgingsstaat. In juni 2006 sloot de nominatie voor het lijsttrekkerschap en Halsema bleek de enige kandidaat. In oktober 2006 werd ze naar eigen zeggen Albanees herkozen. In de campagne brengt ze samen met Michiel Zonneveld, een bevriend journalist, een persoonlijk getint boek uit, Linkse lente.
In 2002 diende Halsema een initiatiefwetsvoorstel in tot wijziging van de Nederlandse Grondwet. De bedoeling van dit wetsvoorstel-Halsema constitutionele toetsing was om toetsing van formele wetten aan de Nederlandse Grondwet in bepaalde gevallen mogelijk te maken. De verklaringswet werd in 2004 door de Tweede Kamer aangenomen en passeerde in 2008 met een nipte meerderheid de Eerste Kamer. Het duurde vervolgens tot 2015 voor het voorstel in tweede lezing in behandeling werd genomen, maar de benodigde tweederdemeerderheid leek niet haalbaar, waardoor de procedure wederom kwam stil te liggen. Uiteindelijk besloot de Kamer in 2018 dat het voorstel vanwege de lange duur van de behandeling moest worden geacht te zijn vervallen.
In 2007 nam zij van haar fractiegenoot Wijnand Duyvendak het samen met D66 en PvdA ingediende wetsvoorstel over dat een niet-bindend, correctief referendum mogelijk moet maken. Daarentegen werd op een partijcongres op 18 april 2010 het referendum niet aangenomen als onderdeel van het programma van GroenLinks voor de Tweede Kamerverkiezingen dat jaar.
In april 2010 ontving ze uit handen van voormalig Tweede Kamervoorzitter Frans Weisglas de Thorbeckeprijs voor politieke welsprekendheid.
Halsema werd in 2010 door tijdschrift Intermediair gezien als de beste premierskandidaat.

### Einde Kamerlidmaatschap
Bij de verkiezingen van 2010 won GroenLinks onder haar leiding: de partij ging van zeven naar tien zetels. Na de verkiezingen maakte Halsema zich hard voor een Paars Plus-kabinet van VVD, PvdA, D66 en GroenLinks. De onderhandelingen liepen vast. Halsema zei daarop dat ze "baalde als een stekker".
Op 17 december 2010 maakte Halsema publiek per direct op te stappen als fractie- en politiek leider van GroenLinks. Ze had het haar partij al laten weten en een dag daarvoor was Jolande Sap al als nieuwe fractievoorzitter verkozen en had zij het politiek leiderschap overgenomen. Ze verliet de Tweede Kamer na het kerstreces, op 11 januari 2011.
In 2016 maakte zij in haar memoires Pluche bekend dat zij na de Tweede Kamerverkiezingen van 2012 door Lodewijk Asscher was gevraagd om de positie als minister van Ontwikkelingssamenwerking te overwegen. De VVD blokkeerde dit echter. Eveneens in Pluche liet zij weten nooit meer een politieke functie, inclusief de post van burgemeester, te zullen vervullen. Ze schreef: "Ik ga niet de wachtkamer in van het politieke bestuur om na een paar jaar weer tevoorschijn te komen en een Senaatszetel te beklimmen of een burgemeestersketting om te hangen. Nee, het afscheid van de politiek is definitief. En de reden is simpel. Ik heb er genoeg van."

### Loopbaan na verlaten Kamer

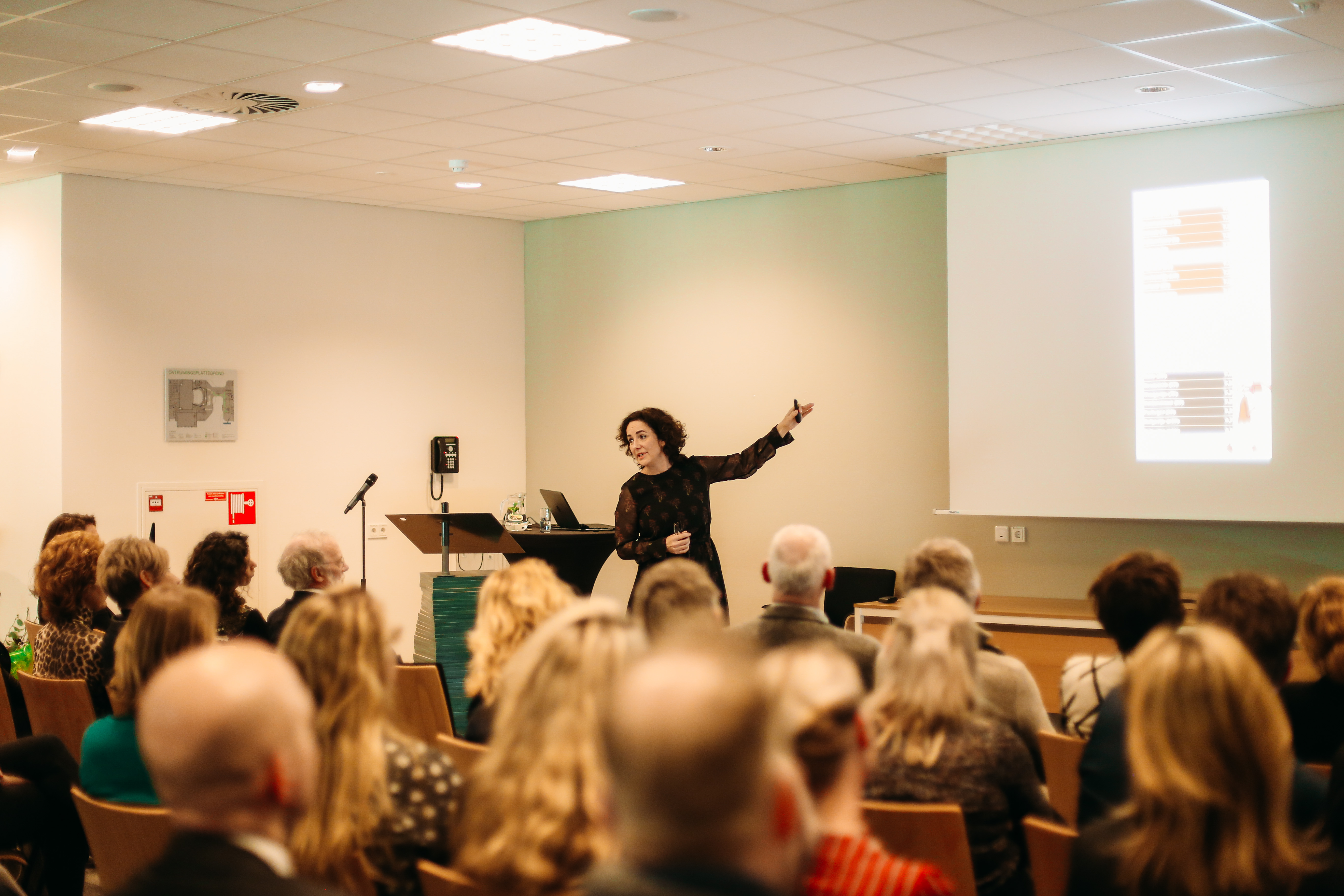
Halsema tijdens een try out van haar theatercollege 'Een Vrij Land' in 2018

Nadat Halsema in januari 2011 de politiek verliet werkte zij als freelancer: in de wetenschap, als auteur en televisiemaakster. Via haar eigen bedrijf was ze in te huren als dagvoorzitter. Ze werd actief als bestuurder en lid van adviescommissies.
Direct na het beëindigen van haar politieke loopbaan verbond Halsema zich aan de Volkskrant, waarvoor zij in 2011 en 2012 een aantal artikelen en columns schreef. In 2013 was zij betrokken bij de oprichting van De Correspondent, waarvoor zij ook twee jaar columns en artikelen schreef. In 2016 verschenen haar politieke memoires Pluche. Eind 2017 verscheen van haar hand het essay Nergensland. Nieuw Licht op migratie, waarin zij een alternatief aandroeg voor het internationale vluchtelingenvraagstuk. In april 2018 schreef zij het essay voor de Maand van de Filosofie Macht en Verbeelding.
Van 1 februari 2011 tot 1 juni 2012 bekleedde Halsema als bijzonder hoogleraar de Leonardoleerstoel van de Tilburg University. Zij gaf aan de Tilburg School of Humanities aan studenten de masterclass "Politiek in de 21ste eeuw". Als afsluiting hield zij op 26 mei 2011 de openbare Leonardolezing. In 2012 bekleedde zij aan de Universiteit Utrecht de Vrede van Utrecht leerstoel 2012 over de betekenis van sociale media en media technologie op mensenrechten en democratie.
In december 2012 leidde zij het vervolgonderzoek naar het gedrag van de bestuurders van de scholenkoepel Amarantis, nadat de oorspronkelijke voorzitter, Martin van Rijn, staatssecretaris van Volksgezondheid, Welzijn en Sport was geworden. De commissie-Halsema oordeelde dat gedrag van de bestuurders van Amarantis weliswaar binnen de wet, maar niet wenselijk was. In vervolg op de Commissie Amarantis leidde Halsema in 2013 op verzoek van de minister van Economische Zaken, Henk Kamp, de commissie die een Governancecode voor de semipublieke sector moest opstellen. In haar eindrapport 'Een lastig gesprek' stelde de Commissie Halsema echter dat een nieuwe Governancecode niet de gewenste cultuurverandering in de semipublieke sector zal bewerkstelligen. De Commissie oordeelde hard over politieke coöptatie: 'selectie van nieuwe bestuurders en toezichthouders plaats via ondoorzichtige invitatie. Hier functioneert een old boys network waarin men elkaar banen "toespeelt" en de politieke affiliatie een grotere rol speelt dan competenties'. In 2015 werd zij op verzoek van medewerkers en studenten voorzitter van een commissie die het financiële beleid van de Universiteit van Amsterdam onderzocht. Binnen een maand gaf deze commissie de opdracht terug. Volgens de commissie omdat er geen "elementaire randvoorwaarden" voorhanden waren om "onafhankelijk, zorgvuldig onderzoek te kunnen doen". Sinds januari 2018 is Halsema, op verzoek van de Raad voor de Rechtspraak, voorzitter van de vierjaarlijkse visitatiecommissie voor de Rechterlijke macht.
Van 2011 tot 2018 was Halsema president-commissaris van WPG Uitgevers, dat onder andere verantwoordelijk is voor de Bezige Bij en het uitgeven van Vrij Nederland en Voetbal International. Van 2015 tot 2018 was Halsema voorzitter van de branche-organisatie Vereniging Gehandicaptenzorg Nederland (VGN), waar alle grote gehandicapteninstellingen in Nederland bij zijn aangesloten. In 2018 is zij uit dien hoofde ook voorzitter van het Bestuurlijk Overleg Zorg (BOZ), het samenwerkingsverband van ActiZ, GGZ Nederland, NFU, NVZ en VGN.
Daarnaast vervulde zij nog tal van kleinere bestuursfuncties in de publieke en private sector. Zo was zij tussen 2012 en 2014 voorzitter van de raad van advies van de ASN Bank. Zij was van 2015 tot 2018 bestuurder bij de Start Foundation, een vermogensfonds voor mensen met afstand tot de arbeidsmarkt. Van 2016 tot 2018 was zij commissaris bij Independer.
Verder geeft Halsema onbezoldigd bestuurlijke leiding aan een aantal goede doelen. Sinds 2011 is ze voorzitter van het bestuur van Stichting Vluchteling. Sinds 2017 is zij voorzitter van Aidsfonds/Stopaidsnow. Zij is voorzitter van Stichting Female Economy van theatermaker Adelheid Roosen en bestuurslid van IDFA.
In 2014 maakte Halsema samen met Hassnae Bouazza de zesdelige documentaireserie Seks en de Zonde over de positie van vrouwen in de islamitische wereld. Daarvoor interviewde ze onder andere de Pakistaanse filmster en activiste Veena Malik en de Saoedische verzetsstrijdster Souad al-Shammary. Samen met producent Gijs van de Westelaken bedacht en produceerde ze de op de politiek georiënteerde tv-serie De Fractie, die drie jaar werd uitgezonden. Inmiddels werkt ze samen met haar partner Robert Oey aan een zesdelige serie over Terreur. In de lente van 2018 toerde Halsema met een theatercollege "Een vrij land" langs de Nederlandse theaters.

### Burgemeester van Amsterdam
Op 27 juni 2018 droeg de gemeenteraad van Amsterdam haar voor als burgemeester van die stad, als opvolger van de overleden Eberhard van der Laan, wiens burgemeesterschap sinds december 2017 tijdelijk door Jozias van Aartsen werd waargenomen. Vóór de officiële bekendmaking werd ze al veelvuldig genoemd als belangrijkste kandidaat. Op 6 juli 2018 nam de ministerraad de voordracht over. Zes dagen later werd Halsema beëdigd. Zij werd hiermee de eerste vrouwelijke burgemeester van Amsterdam.
In november 2018 vertelde Halsema tijdens een bijeenkomst met inwoners, en na afloop aan een verslaggever van AT5, dat de gemeente het boerkaverbod niet ging handhaven. Later erkende ze dat het verbod, zoals alle nationale wetten, ook in Amsterdam gold.
Op 14 augustus 2019 meldde dagblad De Telegraaf dat de minderjarige zoon van Halsema aangehouden was na een 'gewapende inbraak'. In werkelijkheid was hij op een onbewoonde woonboot geweest met een onklaar gemaakte revolver. In een brief aan alle Amsterdammers schreef Halsema dezelfde dag dat het dossier was overgedragen aan het OM-parket in Haarlem, maar dit was pas gebeurd na de berichtgeving door De Telegraaf.
In juni 2020 werd een motie van wantrouwen tegen haar ingediend, omdat ze tijdens de "intelligente lockdown", waarbij vanwege de coronapandemie beperkingen golden voor groepsvorming, niet ingreep bij een drukke demonstratie op de Dam door de beweging Black Lives Matter van de organisatie Kick Out Zwarte Piet. De demonstratie was een reactie op de dood van George Floyd. De motie haalde geen meerderheid.
Na een aantal dodelijke steekincidenten in Amsterdam-Zuidoost zette Halsema in op preventief fouilleren door de politie. Als handreiking richting de Amsterdamse collegepartijen GroenLinks en D66 sloot ze een compromis met de politieleiding om burgertoezicht bij preventief fouilleren in te voeren, om etnisch profileren te voorkomen.
In 2021 bood ze op de dag van de viering van Ketikoti excuses aan voor de rol van de stad Amsterdam in de geschiedenis van de slavernij.
Op 28 februari 2024 heeft de gemeenteraad van Amsterdam Halsema voorgedragen voor herbenoeming voor een nieuwe termijn van zes jaar. Op 18 juli 2024 is Halsema geïnstalleerd voor haar herbenoeming per 12 juli 2024.

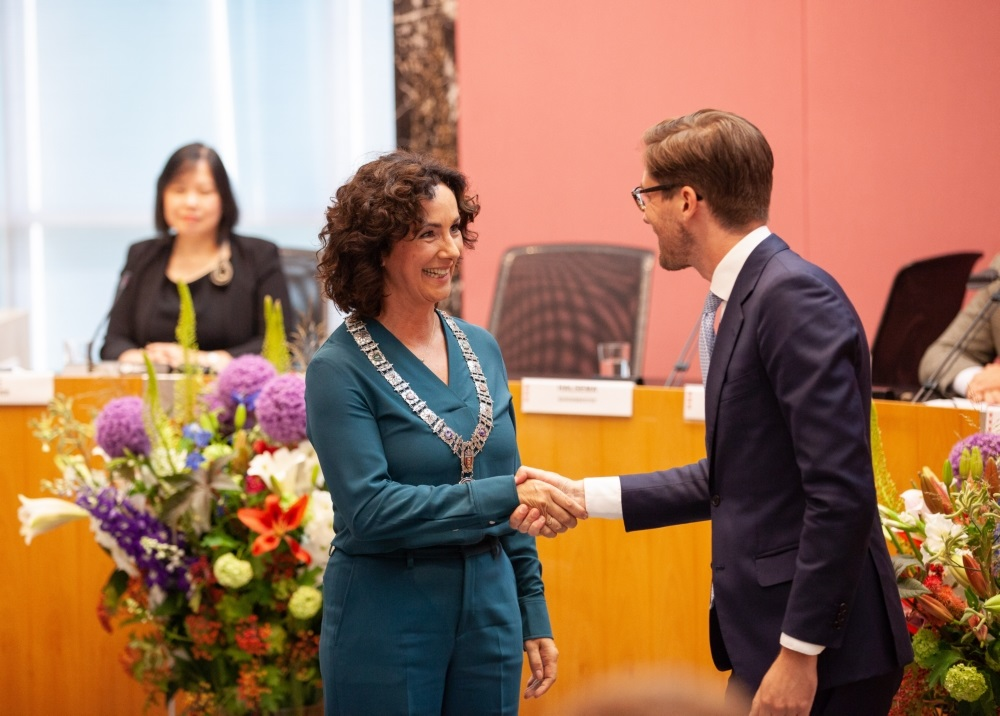
Installatie als burgemeester
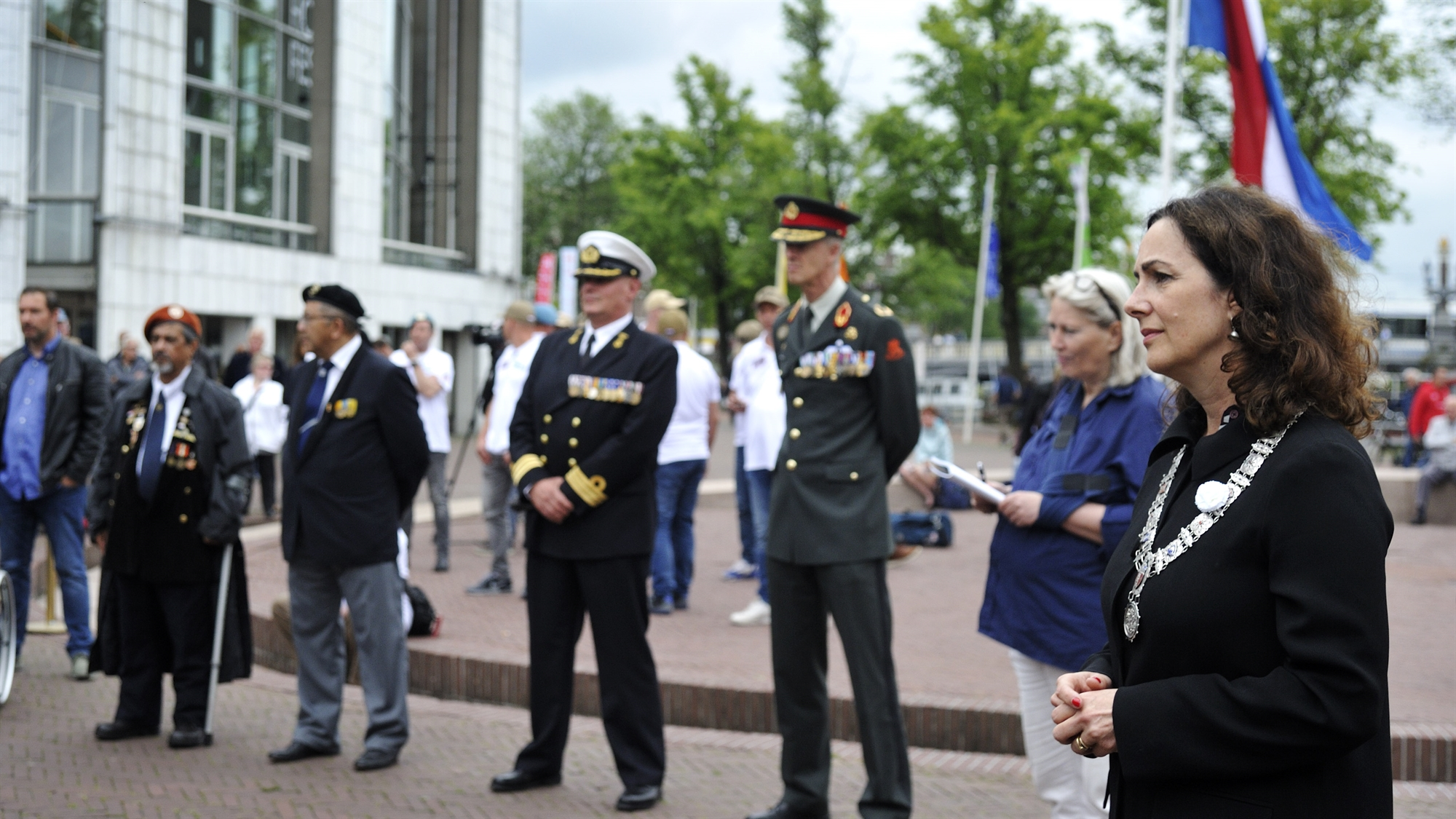
Tijdens Veteranendag in 2019

## Politieke visie

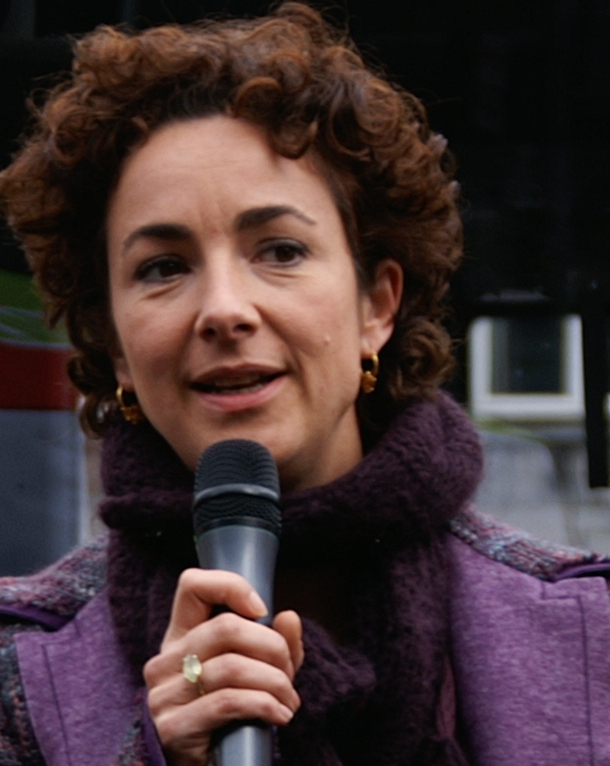
Halsema tijdens de campagne in 2006

Halsema noemt zichzelf een links-liberaal, alhoewel ze de voorkeur heeft voor de term "vrijzinnig" boven liberaal, omdat ze ver wil blijven van het economische neoliberalisme en liberalisme dat in Nederland in tegenstelling tot de Verenigde Staten, meestal aan rechts wordt verbonden. In 2004 startte ze een debat binnen haar eigen partij over de politieke koers. Zij benadrukte hierbij vrijheid en pragmatisme.
Met het begrip "vrijheid" probeert Halsema de band met de "vrijheidslievende traditie van links" aan te geven. In navolging van Isaiah Berlin maakt Halsema onderscheid tussen positieve en negatieve vrijheid. Negatieve vrijheid is volgens Halsema de vrijwaring van burgers van overheidsinvloed. Ze wil dit concept met name toepassen op de multiculturele samenleving en de rechtsstaat waar de overheid de rechten van burgers moet beschermen, niet beperken. Positieve vrijheid is de emancipatie van burgers uit armoede en achterstand. Halsema wil dit concept met name toepassen op de verzorgingsstaat en het milieu waar de overheid meer invloed moet krijgen. GroenLinks moet volgens Halsema een ondogmatische partij zijn, die een tikje anarchistisch is.
Halsema contrasteert haar politiek met het als populistisch bestempelde geluid van rechts, met name Pim Fortuyn. Rechts is in haar ogen veel dogmatischer geworden, en probeert de samenleving radicaal te hervormen op basis van nieuwe principes. Halsema benadrukt de "smalle marges van de politiek". Links moet zich niet richten op rechtvaardige principes, maar op rechtvaardige uitkomsten, aldus Halsema.
Samen met Ineke van Gent zet ze haar idealen om in enkele praktische voorstellen, die samen "Vrijheid Eerlijk Delen" vormen. Dit leidt tot een debat binnen en buiten de partij. Halsema stelt dat het doel van de verzorgingsstaat de emancipatie van burgers uit armoede is. Daarom moet de verzorgingsstaat hervormd worden, naar Deens model. De overheid moet streven naar volledige werkgelegenheid door de arbeidsmarkt te flexibiliseren, de belasting op arbeid te verlagen en in de publieke sector meer banen te maken. Als er meer werk is, kan iedereen een baan worden aangeboden en hoeft niemand meer dan een jaar werkloos te zijn.
Eind september 2006 zei zij tijdens de Algemene Politieke Beschouwingen in de Tweede Kamer dat vrouwen bij veel religies worden onderdrukt. „Dat zijn de fundamentalistische moslims, maar ook de fundamentalistische Amerikaanse christenen en de rooms-katholieke kerk. Dat is de as van religieus kwaad die de zeggenschap van vrouwen probeert terug te dringen. En de gevolgen zijn desastreus.” De woordvoerder van de Rooms-Katholieke Kerk in Nederland, Jan Willem Wits, reageerde hierop met scherpe bewoordingen en verweet Halsema dat ze de historische lading van het begrip "as van het kwaad" niet kende en ze vanuit een Verlichtingsfundamentalisme gelovigen tot tweederangsburgers wilde degraderen. Ook confessionele partijen in het parlement leverden kritiek. Later nuanceerde Halsema haar uitspraak, door het verschil tussen gelovigen en geloofsinstituten te beklemtonen.
In november 2008 bracht Halsema het boek Geluk! Voorbij de hyperconsumptie, haast en hufterigheid uit. Hierin bekritiseert Halsema de huidige hyperconsumptieve samenleving. Ze wijst op de paradox in de westerse consumptiemaatschappij: men jaagt economische groei, materiële welvaart en luxe na, om daar gelukkig van te worden, maar de bijbehorende verschijnselen als "competitie, sociaal conflict, schaarste, stress en hufterigheid" vormen een "serieuze bedreiging" voor dat geluk.
In 2008 pleitte Halsema ook voor bestuurlijke vernieuwing in de vorm van referenda, een extra stem voor de coalitie bij verkiezingen, uitbreiding van het kiesrecht en constitutionele toetsing.

## Privéleven
Halsema was zo’n achttien jaar samen met haar vriend, tv- en documentairemaker Robert Oey, die onder andere de film De Leugen maakte waaraan Halsema (deels zingend) meewerkte. Samen hebben ze een dochter en een zoon, een tweeling. Op 20 december 2022 maakte ze bekend dat ze al een jaar uit elkaar waren.

## Onderscheiding
- Vrouw in de Media Award over 2010
- PerspectieF riep Halsema uit tot Engel van het Jaar 2024 vanwege haar "zorgvuldige inzet voor de rechtsstaat en haar aandacht voor sociale samenhang in de samenleving".[64]